# Roßbach (Westerwald)

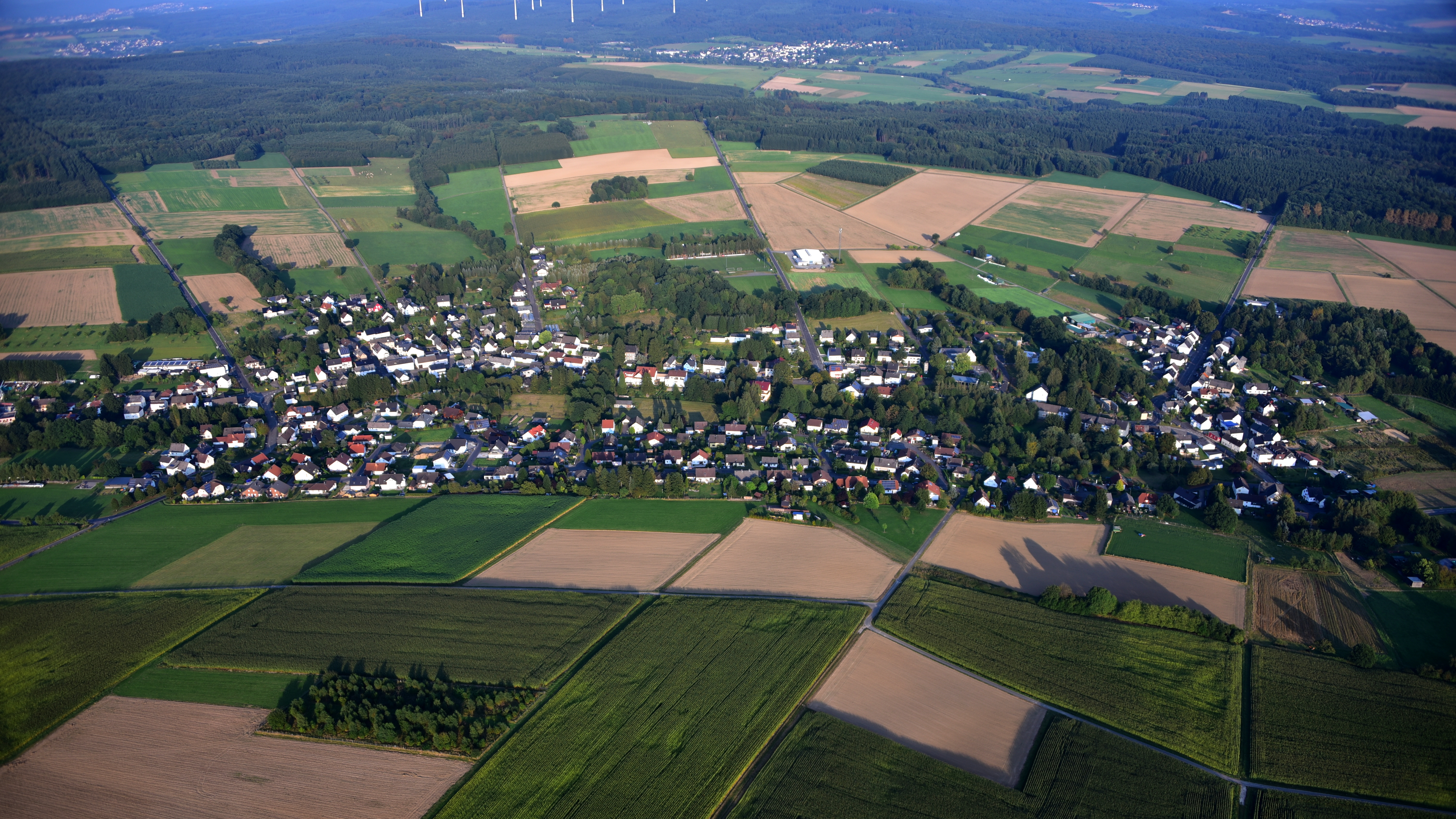
Roßbach (Westerwald), Luftaufnahme (2016)

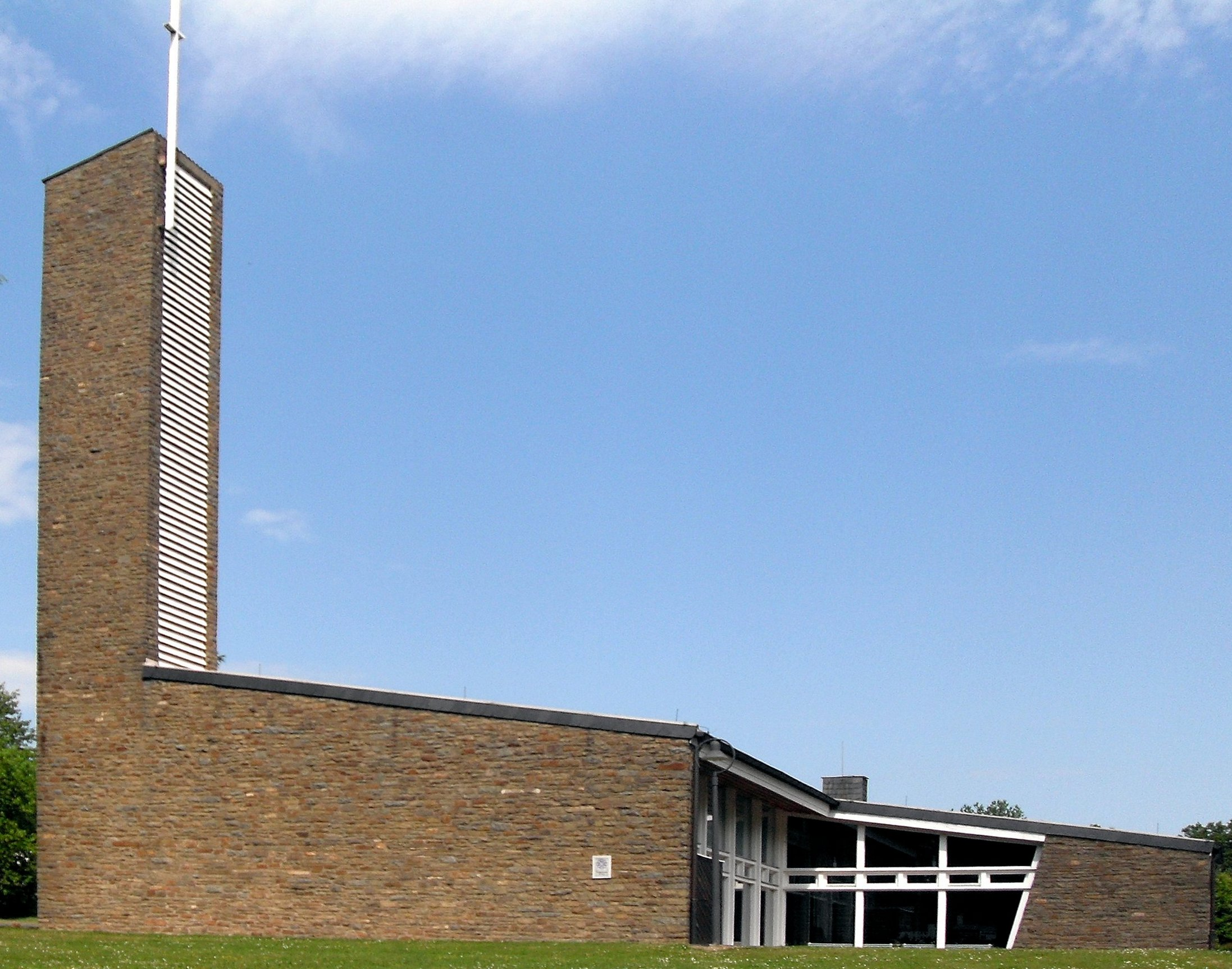
Evangelische Kirche

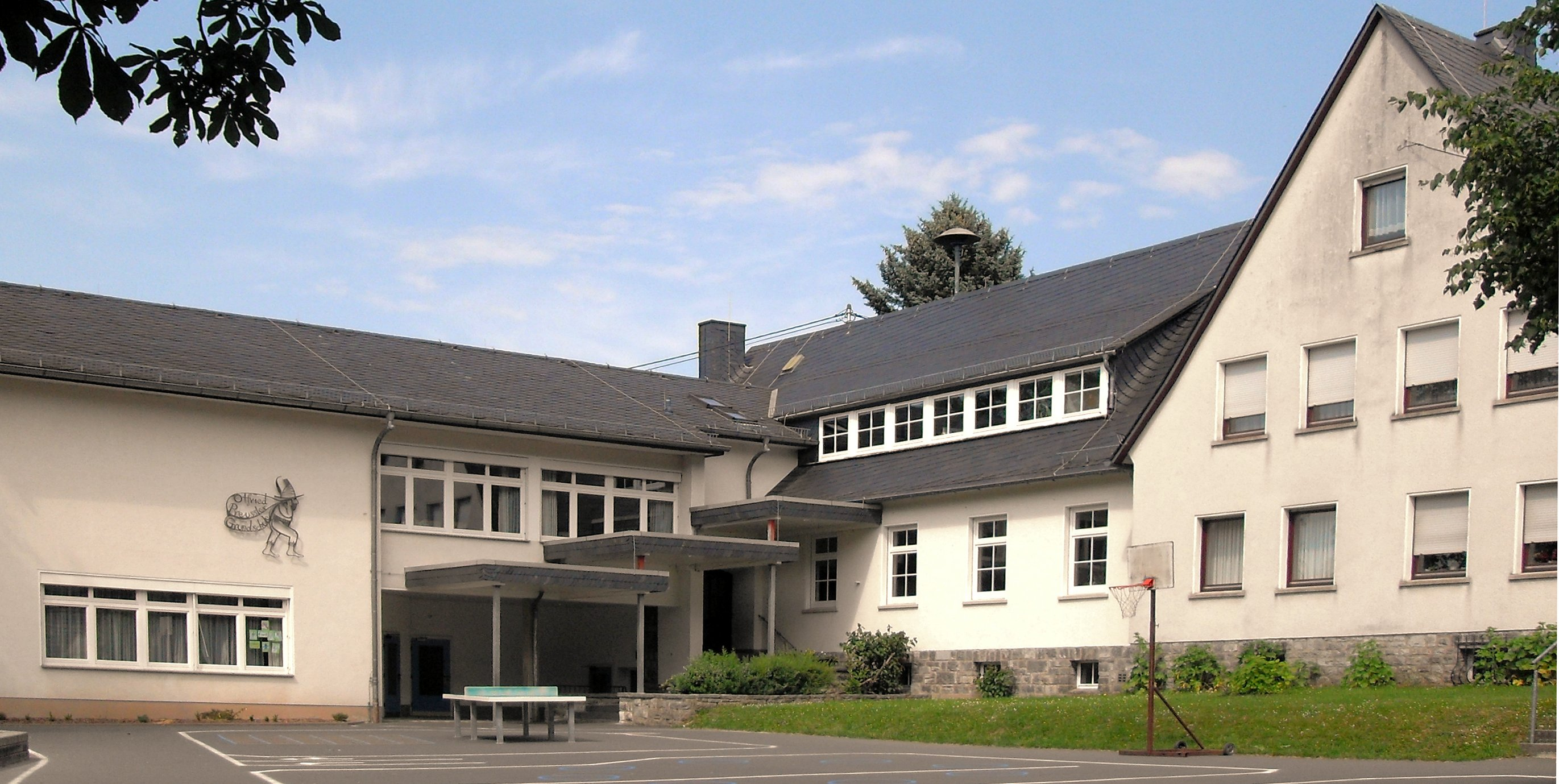
Otfried-Preussler-Grundschule

Roßbach ist eine Ortsgemeinde im Westerwaldkreis in Rheinland-Pfalz. Sie gehört der Verbandsgemeinde Hachenburg an.

## Geographie
Die Gemeinde Roßbach liegt im Grenzbachtal, einem Seitental des Holzbaches im Westerwald, zwischen Hachenburg und Dierdorf; sie grenzt unmittelbar an den Landkreis Neuwied. Roßbach ist von großen Waldflächen umgeben, so vom Roßbacher Wald im Osten.
Zu Roßbach gehören auch die Wohnplätze Hof Heiderück, Hof Waldeck, Mühlenhof und Roßbacher Mühle.
Nachbargemeinden von Roßbach sind: Berod bei Hachenburg und Wahlrod im Norden, Welkenbach im Nordosten, Mündersbach im Osten, Marienhausen im Südosten, Maroth im Süden, Dierdorf im Südwesten, Woldert im Westen sowie Oberdreis im Nordwesten.

## Geschichte
In der Mitte des 9. Jahrhunderts entstand nördlich von Roßbach, auf dem Gebiet von Oberdreis oberhalb vom Grebersbach eine Motte, deren Überreste heute noch zu sehen sind. Die Umgebung gehörte zum Besitz der Abtei St. Maximin in Trier und so wurde bereits im Jahr 876 eine erste Kirche in Roßbach – wahrscheinlich ein schlichter Fachwerkbau – vom Trierer Erzbischof Bertholf geweiht. Die erste Steinkirche wurde um das Jahr 1000 errichtet und diente etwa 150 Jahre als Gotteshaus. Zwischen 1150 und 1260 erfolgte dann der Bau der dreischiffigen Pfeilerbasilika, die durch die Reformation 1560 eine evangelische Kirche wurde. 1954 erfolgte der Abriss des baufälligen Kirchturms und die über 700 Jahre alte Kirche blieb als Ruine mit den Grundmauern von Mittelschiff und Chor übrig, die heute unter Denkmalschutz steht und häufig als romantische Kulisse für Feierlichkeiten dient und einen andachtsvollen Raum unter freiem Himmel bietet.
1957 begannen unweit der Ruine die Bauarbeiten an der neuen Kirche, die 1958 eingeweiht werden konnte. Die alte, 1370 gegossene Marienglocke, die alle Kriege und Wirrungen der Jahrhunderte schadlos überstanden hat, versieht heute noch ihren Dienst zusammen mit den beiden 1958 angeschafften neuen Glocken im Kirchturm.
Roßbach gehörte bis Ende des 18. Jahrhunderts landesherrlich zur Grafschaft Sayn-Hachenburg. 1799 kam die Grafschaft auf dem Erbweg an die Fürsten von Nassau-Weilburg. Im Zusammenhang mit der Bildung des Rheinbundes kam die Region und damit auch Roßbach 1806 an das neu errichtete Herzogtum Nassau. Unter der nassauischen Verwaltung war die Gemeinde dem Amt Hachenburg zugeordnet. Nach der Annexion des Herzogtums Nassau, kam der Ort 1866 an das Königreich Preußen und gehörte von 1868 an zur Provinz Hessen-Nassau und zum Oberwesterwaldkreis. Seit 1946 ist Roßbach Teil des Landes Rheinland-Pfalz.
Bevölkerungsentwicklung
Die Entwicklung der Einwohnerzahl von Roßbach, die Werte von 1871 bis 1987 beruhen auf Volkszählungen:
| Jahr | Einwohner |
| 1815 | 397       |
| 1835 | 415       |
| 1871 | 457       |
| 1905 | 573       |
| 1939 | 603       |
| 1950 | 656       |

| Jahr | Einwohner |
| 1961 | 636       |
| 1970 | 691       |
| 1987 | 724       |
| 1997 | 940       |
| 2005 | 921       |
| 2023 | 870       |

## Politik

### Gemeinderat
Der Gemeinderat in Roßbach besteht aus sechzehn Ratsmitgliedern, die bei der Kommunalwahl am 9. Juni 2024 in einer personalisierten Verhältniswahl gewählt wurden, und dem ehrenamtlichen Ortsbürgermeister als Vorsitzendem.
Die Sitzverteilung im Gemeinderat:
| Wahl | SPD | CDU | WG | FWG | BfR* | Gesamt   |
| ---- | --- | --- | -- | --- | ---- | -------- |
| 2024 | –   | 10  | –  | –   | 6    | 16 Sitze |
| 2019 | 3   | 2   | 2  | 5   | –    | 12 Sitze |
| 2014 | 4   | 3   | –  | 5   | –    | 12 Sitze |
| 2009 | 5   | 3   | –  | 4   | –    | 12 Sitze |
| 2004 | 5   | 3   | –  | 4   | –    | 12 Sitze |

- BfR = unabhängige Wählergemeinschaft Bürger für Roßbach (BfR)

### Bürgermeister
Wilfried Oettgen wurde 1993 Ortsbürgermeister von Roßbach. Bei der Direktwahl am 26. Mai 2019 wurde er mit einem Stimmenanteil von 68,78 % für weitere fünf Jahre in seinem Amt bestätigt. Bei der Kommunalwahl am 9. Juni 2024 wurde als neuer Bürgermeister Torsten Schneider mit 84,8 % der Stimmen gewählt.

### Wappen
| Wappen von Roßbach | Blasonierung: „Über grünem Berg im Schildfuß, darin drei silberne Spitzbarren, in Silber ein rotes Kreuz umrahmt von einem schwarzen romanischen Rundbogen.“ |
| Wappen von Roßbach | Wappenbegründung: Der Berg im Schildfuß symbolisiert den ortsnahen Prangenberg; die Spitzbarren, eine Form, in der Roheisen gehandelt wurde, weisen auf spätmittelalterliche Schmelzöfen auf Roßbacher Gemarkung hin; das Kreuz erinnert an den früheren Kirchenpatron St. Maximin von Trier und der romanische Rundbogen an den Kirchenbau des 13. Jahrhunderts, der nach einem Bergschaden nur noch als Ruine steht. Dort befindet sich auch die Gedenkstätte für die Gefallenen beider Weltkriege. |

## Kulturdenkmäler
→ siehe Liste der Kulturdenkmäler in Roßbach (Westerwald)

## Verkehr
- Roßbach liegt westlich der B 413 von Bendorf (bei Koblenz) nach Hachenburg.
- Die nächsten Autobahnanschlussstellen sind in Dierdorf an der A 3 Köln–Frankfurt am Main.
- Der nächstgelegene ICE-Halt ist der Bahnhof Montabaur an der Schnellfahrstrecke Köln–Rhein/Main.

## Persönlichkeiten
- Karl Schäfer (* 1899 in Roßbach; † 1970 in Osnabrück), Dirigent, Komponist, Pianist und Musikdirektor